# Montaspis gilvomaculata
Genre
Espèce
Montaspis gilvomaculata, unique représentant du genre Montaspis, est une espèce de serpents de la famille des Lamprophiidae.

## Répartition
Cette espèce est endémique de la province de KwaZulu-Natal en Afrique du Sud. Elle se rencontre dans les monts Drakensberg. Sa présence est incertaine au Lesotho.

## Publication originale
- Bourquin, 1991 : A new genus and species of snake from the Natal Drakensberg, South Africa. Annals of the Transvaal Museum, vol. 35, n. 12, p. 199-203 (texte intégral).